# Monte Veronese

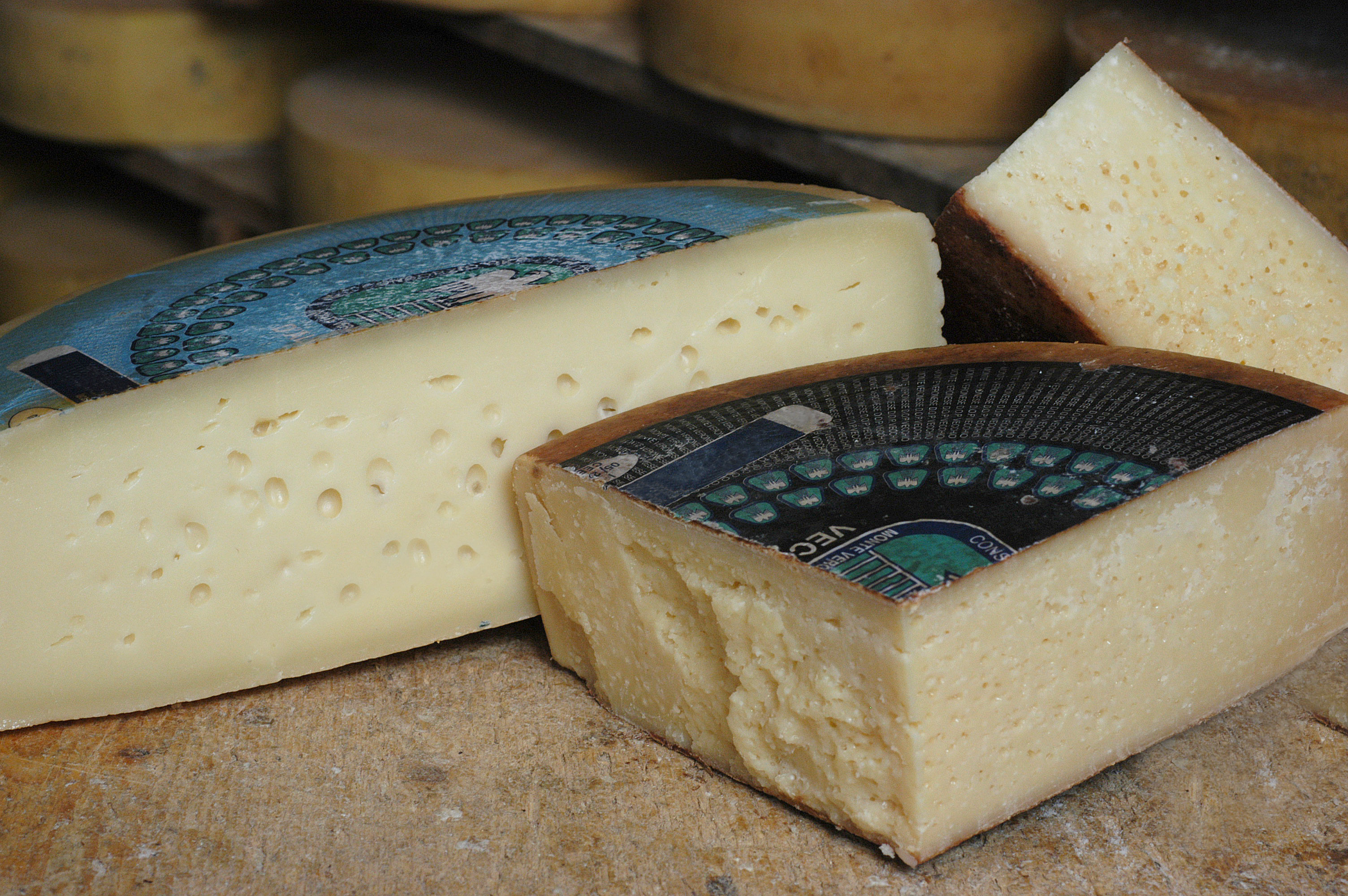
Monte Veronese

Monte Veronese es un queso italiano con denominación de origen protegida por el Reglamento CE n.º 1263/96 y denominazione di origine italiana desde 1993. Se produce en la región del Véneto, en concreto en la parte septentrional de la provincia de Verona, estando su origen en la zona del Monte Baldo. Se considera que es el gran queso de las montañas Lessini o Prealpes veroneses. Se elabora con leche de vaca. 

## Variedades
Como el asiago, el queso aparece en dos variedades, un queso fresco y otro curado: 
- Queso fresco. Se elabora con leche entera sin pasteurizar. Alcanza un 44% de materia grasa y madura durante un periodo que no excede de dos meses. Pesa entre 8 y 10 kilos. Tiene un sabor dulce e intenso.
- Queso curado. Con leche semidesnatada sin pasteurizar, llamado por ello d’allevo (esto es, ligero), que tiene un 30% de materia grasa. Esta segunda clase de monte veronese madura por un periodo de seis meses a dos años. Pesa de 7 a 10 kilos. La pasta es dura. El sabor resulta ligeramente picante.

## Características
Es un queso con forma rectangular. La pasta es blanca o de color ligeramente pajizo con pequeños ojos dispersos. El sabor es dulce pero delicado. 
Es un típico queso de mesa. Se puede servir con aceitunas aliñadas con pimentón, champiñones al ajillo, pan fresco y aceite de oliva a la pimienta. Marida bien con un vino tinto como el Valpolicella, DOC de la provincia de Verona.